# جاك بوفريس
جاك بوفريس (بالفرنسية: Jacques Bouveresse)‏ فيلسوف فرنسي ولد في 20 أغسطس 1940 بإبينوي. تتعلق فلسفته بلودفيغ فتغنشتاين والفلسفة التحليلية وفلسفة اللغة وفلسفة العلم والمنطق. منذ عام 1995، شغل كرسي فلسفة اللغة والمعرفة بالكوليج دو فرانس.

## سيرته
ولد في 20 أغسطس عام 1940 بإبينوي وسط عائلة من الفلاحين. قام بدراسته الثانوية في حلقة بزانسون الدراسية. في عام 1961، دخل المدرسة العليا للأساتذة بطريق أولم، وتخرّج منها عام 1965 محرزًا المرتبة الأولى. وفي عام 1975، حصل على رسالة الدكتوراه بإشراف الفيلسوف إفون بيلوفال، وكان موضوعها حول فلسفة فتغنشتاين، وهي الرسالة التي طبعت عام 1976 بعنوان «أسطورة الداخلية: التجربة، الدلالة واللغة الخاصة عند فتغنشتاين».

## فلسفته
تقوم فلسفته، من جهة، على نوع من العقلانية ذات التوجه النقدي والساخر، حيث تأثر بفلسفات وآداب ألمانية متنوعة مثل (بلزانو، فرانز برونتانو، لودفيغ بولتزمان، هرمان فون هلمهولتز، فريغه، دائرة فيينا، كورت غودل، روبرت موزيل، كارل كراوس) وأنجلوسكسونية (برتراند راسل، مايكل داميت، هيلاري پوتنام) ؛ وتجد، من جهة أخرى، أساسها في التقليد الفرنسي المرتبط بأسماء مثل جون كفاييس وجيل فويلمان وجيل-غاستون غرانجي.

## أعماله
له العديد من الدراسات والكتب التي نشر أهمها بالفرنسية، وبعضها بالإنجليزية.
- الكلام القَلِق: من السيمياء اللغوية إلى النحو الفلسفي 1971 (La Parole malheureuse. De l'alchimie linguistique à la grammaire philosophique).
- فتغنشتاين: الفَصْل والعقل ؛ العلم، الأخلاقيات والجماليّات 1973 (Wittgenstein : la rime et la raison. Science, éthique et esthétique).
- أسطورة الداخليّة: التجربة، الدلالة واللغة الخاصة عند فتغنشتاين 1976 (Le Mythe de l'intériorité. Expérience, signification et langage privé chez Wittgenstein).
- الفيلسوف بين آكلي لحومهم 1984 (Le Philosophe chez les autophages).
- العقلانية والكَلْبيّة 1984 (Rationalité et cynisme).
- قوة القاعدة: فتغنشتاين وابتكار الضرورة 1987 (La Force de la règle. Wittgenstein et l'invention de la nécessité).
- أرض المُمْكِنات: فتغنشتاين، الرياضيات والعالَم الواقعي 1988 (Le Pays des possibles. Wittgenstein, les mathématiques et le monde réel).
- الفلسفة، الأسطوريّات والعلم الزائف: فتغنشتاين قارئا فرويد 1991 (Philosophie, mythologie et pseudo-science. Wittgenstein lecteur de Freud).
- التأويليّات واللسانيّات، مُرفَقا بـ«فتغنشتاين وفلسفة اللغة» 1991 (Herméneutique et linguistique, suivi de Wittgenstein et la philosophie du langage).
- الإنسان المُحتمَل: روبرت موزيل، المصادفة، المتوسط وسلحفاة التاريخ 1993 (L'homme probable. Robert Musil, le hasard, la moyenne et l'escargot de l'Histoire).
- اللغة، الإدراك والواقع: 1- الإدراك والحكم 1995 (Langage, perception et réalité, Volume 1 : La Perception et le jugement).
- الطَّلَب الفلسفي: ماذا تريد الفلسفة وما الذي يمكن أن يُراد منها؟ 1996 (La Demande philosophique. Que veut la philosophie et que peut-on vouloir d'elle?).
- القول واللغو: اللامنطق والاستحالة واللا معنى 1997 (Dire et ne rien dire. L'illogisme, l'impossibilité et le non-sens).
- الفيلسوف والواقع 1998 (Le Philosophe et le réel).
- مباهج ومزالق قياس التمثيل: عن التعسف في استعمال الأدب في الفكر 1999 (Prodiges et vertiges de l'analogie. De l'abus des belles-lettres dans la pensée).
- بحوث-1: فتغنشتاين، الحداثة، التقدم والانحطاط 2000 (Essais I. Wittgenstein, la modernité, le progrès et le déclin).
- بحوث-2: العصر، المُوضة، الأخلاق، الهجاء 2001 (Essais II. L'Époque, la mode, la morale, la satire).
- بحوث-3: فتغنشتاين أو مفاتن اللغة 2003 (Essais III. Wittgentstein ou les sortilèges du langage).
- بورديو، عالِمًا وسياسيًّا 2004 (Bourdieu, savant et politique).
- اللغة، الإدراكـ والواقع: 2- الفيزياء، الظاهريات والنحو 2004 (Langage, perception et réalité, tome 2, Physique, phénoménologie et grammaire).
- بحوث-4: ولِمَ لا عن الفلاسفة 2004 (Essais IV. Pourquoi pas des philosophes).
- بحوث-5: ديكارت، ليبنتس، كنط 2006 (Essais V. Descartes, Leibniz, Kant).
- معرفة الكاتب: في الأدب والحقيقة والحياة 2008 (La Connaissance de l'écrivain : sur la littérature, la vérité et la vie).
- ما الذي يمكن أن يُفعَل بالدين؟ 2011 (?Que peut-on faire de la religion).
- بحوث-6: أنوار الوضعانيين 2011 (Essais VI. les lumières des positivistes).